# Хам
Хам (арап. حام кам „врућ“) је библијска личност. Човек који је преживео Велики потоп, један од тројице Нојевих синова, брат Јафета и Сема.
Рођен је 100 година пре потопа, из кога је заједно са супругом, оцем и браћом побегао у Нојевој барци (Постанак 7,13). Као и сви преживели, Хам је сишао на земљу у планинама Арарат (Постанак 8: 4) и живео у земљи Сенар. По једној верзији, Хам се после свађе са оцем настанио у Египту, јер се у Псалмима назива земља Хама (Псалам 104: 23; 105: 22).
У Књизи јубилеја помиње се име Хамине супруге, Неелатамек 
У Књизи Јашера помиње се да је жена Хама била ћерка Елиакима, сина Матусхлаховог (Метуселахова) [6].
Према Библији, Хам се понашао срамно према опијеном оцу Ноју. Видео га је и рекао браћи о голотињи свог оца (Постанак 9,22). Обично се ово место тумачи као исмевање и непоштовање оца, што је касније постало део термина непристојност.
У Талмуду постоје две интерпретације описаног догађаја. Тако персијски рабин Рав (Абба бар Аибу) верује да је Хам кастрирао Ноја као одговор на чињеницу да је псовао свог четвртог сина Канаана. Тако је Хам наводно спречио појављивање четвртог сина од самог Ноја. 
Због греха Хама, његов сина Канана, Ноје је проклео, проричући му ропство. „Проклети Канаан. биће слуга слуге својој браћи” (Постанак 9:25)
Индиректна потврда да се Нојево проклетство није проширило на све потомке Хама, већ само на Канана, је пророчанство пророка Исаије о Египту. Библија Египћане назива потомцима Мизраима, Хамовог сина.